# Österhaninge församling
Österhaninge församling är en församling i Haninge pastorat i Södertörns kontrakt i Stockholms stift. Församlingen ligger i Haninge kommun i Stockholms län.

## Administrativ historik
Församlingen har medeltida ursprung. 15 augusti 1607 utbröts eller var tidigare utbrutna Ornö församling, Nämdö församling och Utö församling. 31 mars 1636 utbröts Tyresö församling. Från 1947 till 30 juni 1959 var församlingen uppdelad i två kyrkobokföringsdistrikt: Österhaninge norra kbfd (023602) och Österhaninge södra kbfd (023601).
Församlingen utgjorde till 31 mars 1636 ett eget pastorat för att därefter till 1 maj 1923 vara moderförsamling i pastoratet Österhaninge, Ornö, Utö och Nämdö. Från 1 maj 1923 utgjorde församlingen ett eget pastorat.  Från 2018 ingår församlingen i Haninge pastorat.

## Kyrkor
- Österhaninge kyrka
- Sankt Eskils kyrka
- Jordbro kyrka
- Vendelsö kyrka